# Bracon sextuberculatus
Bracon sextuberculatus är en stekelart som beskrevs av Gaspard Auguste Brullé 1846. Bracon sextuberculatus ingår i släktet Bracon och familjen bracksteklar. Inga underarter finns listade.